# 台灣幻象戰鬥機軍購案

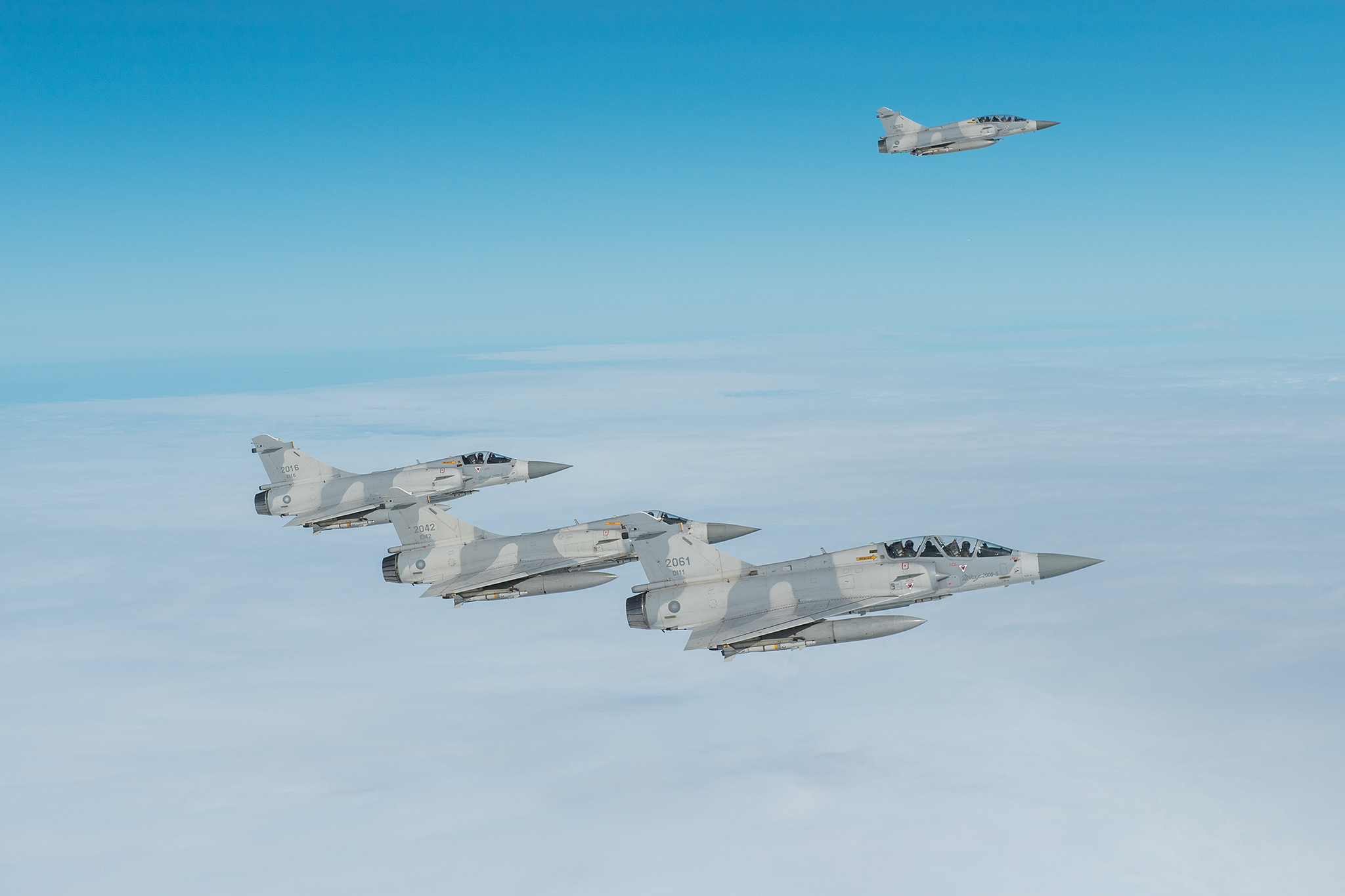
2017 年 10 月中华民国空军的幻象 2000EI 战斗机。

台湾幻象戰鬥機軍購案涉及一项于1992年签署的武器交易：達梭航太、导弹制造商馬特拉（后更名为歐洲飛彈集團）、湯姆森-CSF（后更名为泰雷兹集团）和斯奈克玛公司（后更名为赛峰飞机发动机公司）向台湾的中華民國空軍供应60架配备雲母飛彈的幻象2000戰鬥機。

## 法国法官调查
法国法官雷诺·范鲁姆贝克于2000年开始调查此案，同时还对拉法葉艦軍購案进行了另一项调查。
2004年9月，塞尔日·达索 向他通过 Socpresse 拥有的报纸《费加罗报》的编辑施加压力，要求其不要发表对主要涉案军火商汪傳浦的采访 。 这采访最终于2004年9月在新闻杂志《Le Point》上发表。

## 台湾与供应商之间的仲裁
2017年，常设仲裁法院命令達梭航太、泰雷兹集团、赛峰集团和欧洲导弹集团賠台湾2.26亿欧元，因為他们支付的佣金是武器交易合同条款不允許的。